# Haitimera
Haitimera is een geslacht van hooiwagens uit de familie Agoristenidae.
De wetenschappelijke naam Haitimera is voor het eerst geldig gepubliceerd door Šilhavý in 1973. 

## Soorten
Haitimera is monotypisch en omvat slechts de volgende soort:
- Haitimera paeninsularis